# ぷえるとりこ日記
『ぷえるとりこ日記』（ぷえるとりこにっき）は、有吉佐和子の小説。1964年発表。
ニューヨークの女子大生がプエルトリコで行った調査旅行を通して、アメリカ人と日本人の人種感覚を描く。

## あらすじ
ニューヨークのミルブリッジ大学に留学している会田崎子は、大学の社会科学旅行に、プエルトリコへ出かける。この旅行の委員長である米国人のジュリアをはじめ、ユダヤ人、ドイツ人、黒人など、多彩なメンバーが出そろった。
現地の生活を体験するため貧しい民家に泊まり、プエルトリコ大学では将来の大統領だという青年を知る。こうした生活を送るうちに、崎子はプエルトリコの貧困をアメリカによるものだと考え、ジュリアはプエルトリコ人自身によるものだと考える。

## 作品解説
作者は1959年11月から1960年8月まで、アメリカ合衆国のニューヨークのサラ・ローレンス大学（当時は女子大学）に留学。そこでプエルトリコに出かけている。
小説は、日本人留学生会田崎子と、米国人女学生ジュリアの日記を交互に出して進む。作中で、他の女子学生は夜になると男性の値踏みするなど、当時の女子大学生の様子を描写している。一方で、プエルトリコに対する日本人と米国人の相違をユーモラスに描き、その中で異文化への理解を冷静に分析している。
なお、作中に名前が出る華岡青洲を、のちに『華岡青洲の妻』（1966年）という小説に書いているが、この間の滞在中に聞いたのだという。

## 初出・書誌
1964年7月から12月まで、『文藝春秋』に連載。同年12月に文藝春秋新社から刊行された。
刊行本
- 『ぷえるとりこ日記』（1964年12月、文藝春秋新社）
- 『ぷえるとりこ日記』（1968年11月、角川書店<角川文庫>）
- 『有吉佐和子選集』第9巻（1970年、新潮社）
- 『ぷえるとりこ日記』（2008年9月、岩波書店<岩波文庫>）